# Maria Luísa Amarante
Maria Luísa Amarante Lobo Pereira Machado (Porto, 24 de dezembro de 1924 – Bonfim (Porto), 6 de dezembro de 2016), artisticamente conhecida por Maria Luísa, era uma pintora portuguesa de diferentes vertentes que realizou exposições em Portugal e no exterior. Maria Luísa foi discípula do falecido mestre Júlio Ramos e frequentou o curso de desenho de Joaquim Lopes.
A pintora revelou-se desde cedo autodidacta, motivada também pela oposição da sua família quanto à sua ida para a Escola Superior de Belas-Artes. Quando Maria Luísa tem 5 anos de idade, seu pai compra uma casa de campo em Malta (Vila do Conde), para ela fortalecer a sua frágil saúde, e aí passa todos os anos, os três meses de férias de verão até casar. O contacto com a natureza aguçou a sua já inata vocação de pintar. Inicia os seus estudos com o mestre Júlio Ramos em 1940, ficando por isso, a primeira fase da sua vida marcada pelo estilo deste, o que é por exemplo percetível nas paisagens campestres. Depois de ter casado (1946), fixou-se no Porto, voltando a residir em Malta, Vila do Conde, em 1960.
Realizou a sua primeira exposição em 1952 no Ateneu Comercial do Porto. O seu trabalho abrange diferentes vertentes: o retrato; a paisagem; a natureza morta e a pintura de flores. Desde a sua primeira exposição individual, Maria Luísa entrou numa viagem artística, e realizou exposições em cidades como Paris, Madrid, Berlim, Viena, Amesterdão ou Londres. Realizou inúmeras exposições em Portugal, como no Museu Nacional Soares dos Reis em 1963, e no Palácio Foz, também em 1963, tendo inclusive representado o país em salões artísticos no estrangeiro, como o fez em Paris no "Salon d'hiver". Está representada no Museu Nacional Soares dos Reis, do Porto, com a tela Dia de Chuva. A sua pintura revela um apreciável cromatismo. 
Ecletismo sem tempo mas com lugares, isto se poderá dizer da pintura de Maria Luísa. Maria Luísa, que tem de facto garra, sente e vibra perante aquilo que pinta, vivendo os assuntos com forte intensidade emocional. Sofre ao criar a sua obra, e não vai indiferente, a frio e sem prévia concentração, com as tintas para a tela.— Jaime Ferreira - O Comércio do Porto

## Obras
- Dia de Chuva. Tela no Museu Nacional Soares dos Reis, do Porto
- Telhado com claraboia (1984). Técnica mista sobre papel[1]
- A Boneca (1987). Óleo sobre tela[2]
- Lendas Britânicas adaptadas por Maria Luísa, ilustradas por Thomas Heath Robinson. Livro publicado em Lisboa, por Empresa Gráfica, em 1945. Colecção British Council[7]